# بحر سولو

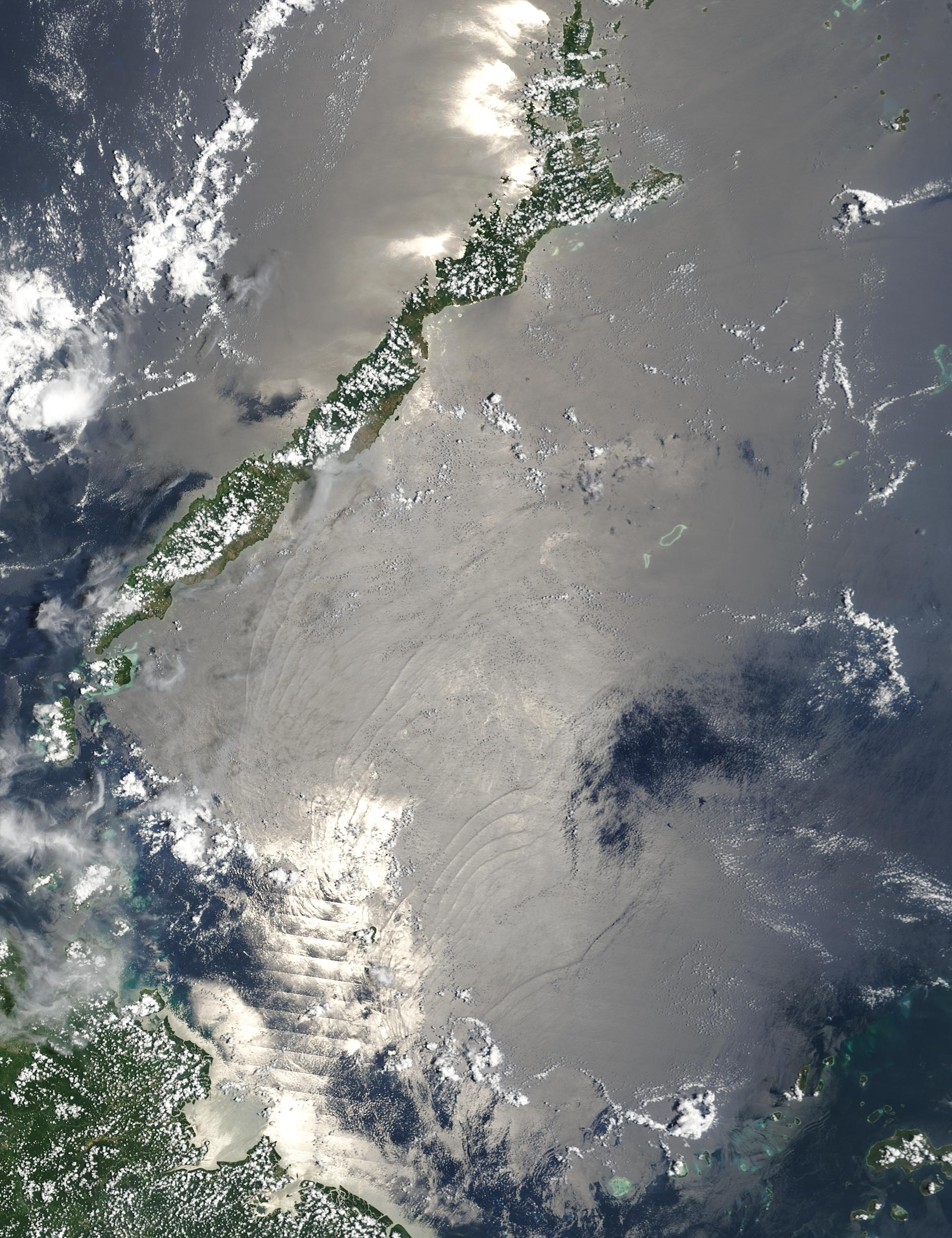
الأرض المرئية صورة لوكالة ناسا توضح الأمواج الداخلية المتكونة في بحر سولو

بحر سولو هو تجمع مائي في المنطقة الجنوبية الغربية من الفلبين، تفصله جزيرة بالاوان عن بحر الصين الجنوبي في الشمال الغربي، ويفصله أرخبيل سولو عن بحر سليبيس في الجنوب الشرقي. تقع جزيرة بورنيو في جنوب غرب بحر سولو وتقع جزر بيسايا في شمال شرقه.
يتخلل بحر سولو العديد من الجزر. تُعتبر جزر كويو وجزيرة كاجايان دو سولو أجزاء من جزيرة بالاوان بينما مابون وجزر السلاحف فتُعتبر أجزاء من ولاية تاوي-تاوي. يقع بحر سولو أيضًا حيث يقع متنزه شعب توباتاها المرجاني البحري، وهو أحد مواقع التراث العالمية.

## امتداد البحر
تعرف المنظمة الهيدروغرافية الدولية (IHO) بحر سولو كواحد من الموارد المائية للأرخبيل الهندي الشرقي. كما تعرف المنظمة الهيدروغرافية الدولية حدوده كما يلي:
الحد الشمالي الغربي. يبدأ من تانجونغ سامبانمانجو، النقطة الشمالية من جزيرة بورنيو، ويمتد عبر الحد الشمالي من بحر جنوب الصين حتى كيب كالافيت، النقطة الشمالية الغربية من جزيرة ميندورو.
الحد الشمالي الشرقي.يبدأ من الساحل الجنوبي الغربي لجزيرة ميندورو حتى نقطة بورونكان، التي تمثل أقصى نقطة للجزيرة من الجهة الجنوبية، ويمتد منها امتدادًا خطيًا عبر جزيرتي سيميرارا وكالويا حتى نقطة ناسوج () التي تمثل الحد الشمالي الغربي الأقصى لجزيرة باناي، وعبر الساحل الغربي والساحل الجنوبي الشرقي لهذه الجزيرة-جزيرة باناي-جزيرة تاجوبانهان ()، ويمتد منها امتدادًا خطيًا إلى الحد الشرقي الأقصى لجزيرة نيجروس وإلى أسفل الساحل الغربي حتى نقطة سياتون، التي تُعتبر الحد الجنوبي الأقصى لهذه الجزيرة، ومنها عبر نقطة تاجولو ()، في جزيرة مينداناو.
الحد الجنوبي الشرقي. يمتد من نقطة تاجولو، التي تقع أسفل الساحل الغربي لجزيرة مينداناو إلى الحد الأقصى للجهة الجنوبية الغربية لهذه الجزيرة ومنها إلى الساحل الشمالي لجزيرة باسيلان ()، حيث يمتد خلال هذه الجزيرة حتى الحد الجنوبي الأقصى، ثم يمتد منها امتدادًا خطيًا إلى جزيرة بيتينان () التي تقع خارج النهاية الشرقية لجزيرة جولو ويعبرالبحر جزيرة جولو حتى نقطة معينة على طولها. هذه النقطة هي 121 درجة 04' شرقًا وتقع على الساحل الجنوبي للجزيرة، ومنها يمتد البحر خلال جزيرتي تابول ولوجوس وعبر الساحل الشمالي لجزيرة تاويتاوي حتى جزيرة بونجاو خارج النهاية الغربية لجزيرة تاويتاوي ()، ومن جزيرة بونجاو حتى تانجونج لابيان، الحد الأقصى للجهة الشمالية الشرقية لجزيرة بورنيو.
الحد الجنوبي الغربي. يمتد على الساحل الشمالي لجزيرة بورنيو بين نقطة تانجونج لابيان ونقطة تانجونج سامبانمانجو.

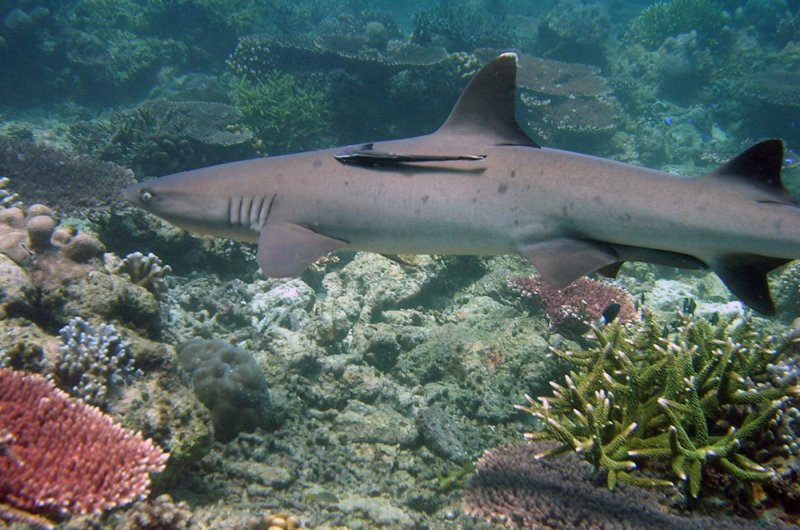
سمكة قرش مُستخرجة من متنزه شعب توباتاها المرجاني البحري، في بحر سولو، في الفلبين

## في الثقافة الشعبية
تمت تسمية شخصية هيكارو سولو في ظاهرة الخيال العلمي الأمريكي ستار تريك على اسم بحر سولو. يُصرح ممثل شخصية سولو جورج تاكي قائلاً: «تعبر رؤية جين رودينبيري لشخصية سولو عن رغبته في أن تمثل هذه الشخصية قارة آسيا، فاختار أن يسمي الشخصية على اسم بحر سولو بدلاً من أن يسميها على اسم القارة صراحةً».
كان بحر سولو المكان الذي دارت فيه حلقات "The Luminous Dragon Eye Ring" من المسلسل الإذاعي Jack Armstrong, the All-American Boy.[بحاجة لمصدر]